# Gephyromantis sculpturatus
Gephyromantis sculpturatus – gatunek płaza bezogonowego z rodziny mantellowatych (Mantellidae).

## Taksonomia
Do 2001 uznawano ten gatunek za synonim Gephyromantis plicifer. Z drugiej strony niektórzy badacze podważali odrębność gatunku, zwracając uwagą na znaczne podobieństwa w stosunku do Gephyromantis luteus. W 2021 Vences i inni w oparciu o badania genetyczne ponownie zsynonimizowali G. sculpturatus z G. plicifer, choć IUCN nadal uznaje je za odrębne gatunki. Płazy te dawniej zaliczano do rodziny żabowatych i podrodziny mantellowatych w jej obrębie. Gatunek umieszczano też w rodzaju Mantidactylus, w podrodzajach Mantidactylus lub Gephyromantis. W obrębie rodzaju Gephyromantis umieszcza się go w podrodzaju Duboimantis.

## Morfologia
Samiec osiąga 3,8–4,3 cm.
Wyglądem płaz przypomina bardzo Gephyromantis luteus, od którego samce G. sculpturatus różnią się niewidocznymi gruczołami udowymi.

## Występowanie
Ten endemiczny płaz występuje jedynie na wschodzie Madagaskaru, gdzie spotyka się go pomiędzy Fierenana i Ranomafana. Zajmowany przez niego zasięg może być w rzeczywistości nieco szerszy w kierunku północnym i południowym, gdyż odgłosy nawołujących samców, składające się z do 22 krótkich dźwięków, mniej melodyjne niż u G. luteus, słyszano nawet w Andohahela.
Zwierzę żyje na wysokościach pomiędzy 600 i 1200 m n.p.m. Zasiedla głównie dziewiczy las tropikalny, choć okazjonalnie spotyka się go też w kępach zdegradowanego lasu.

## Rozmnażanie
Ponieważ bytuje z dala od wody, podejrzewa się go o rozwój bezpośredni.

## Status
W Czerwonej księdze gatunków zagrożonych IUCN płaz ten od 2004 roku klasyfikowany jest jako gatunek najmniejszej troski (LC, ang. Least Concern).
Pomimo że zwierzę lokalnie występuje bardzo obficie, jego liczebność obniża się. Wydaje się, że na całym obszarze występowania występuje w mniejszych zagęszczeniach niż G. luteus. Na niektórych obszarach trudno go znaleźć.
Wśród czynników wpływających negatywnie na środowisko tego płaza IUCN wymienia:
- rolnictwo, w tym wypas zwierząt gospodarskich
- pozyskiwanie drewna i wytwarzanie węgla drzewnego
- rozprzestrzenianie się eukaliptusa
- osadnictwo ludzkie

Płaza odnotowano w Parku Narodowym Ranomafana i Réserve Spéciale d’Analamazaotra.